# Стеклянный замок
«Стеклянный замок» (фр. Le Château de verre) — кинофильм режиссёра Рене Клемана, вышедший в 1950 году. Экранизация романа австрийской писательницы Вики Баум «Разве знаешь?».

## Сюжет
Эвелин (Мишель Морган) — жена берлинского судьи. Реми (Жан Маре) — агент французской компании, почти живущий в командировках. Они познакомились в Италии, и Реми сразу понял, что встретил свою любовь. Но у неё муж, а у него — подруга. Влюблённые решают встретиться во Франции после предстоящих с ними объяснений. Череда обстоятельств заставляет Эвелин отказаться от своих намерений и она решает признаться во всём мужу. Всё же любовь приводит её в Париж к Реми. Они снова вместе, но Эвелин всё ещё замужем. И она вновь собирается в Италию, чтобы расстаться с мужем. Но опаздывает на поезд, садится на самолёт, который терпит катастрофу, и она погибает вместе с остальными пассажирами.

## В ролях
- Мишель Морган — Эвелин Лорин-Бертал;
- Жан Маре — Реми Марсей;
- Жан Серве — Лоран Бертал (французская версия);
- Фоско Джакетти — Лоран Бертал (итальянская версия);
- Элиза Чегани — Елена;
- Элина Лабурдетт — Марион;
- Джованна Галлетти — Луиз Морель;
- Андре Карнеж — секретарь;
- Роже Дальфин — Марсель.

## Создание
По признанию Рене Клемана, он не имел отношения к выбору сюжета, который ему настоятельно предложил экранизировать продюсер. Фильм поставлен по роману австрийской писательницы Вики Баум, который во французском переводе получил название «Разве знаешь?» (фр. Sait-on jamais ?). По словам режиссёра: «Всё происходившее в этом романе не имело никакой психологической оправданности, действующими лицами были марионетки, с которыми с равным успехом могли бы происходить и другие события. Однако Пьер Бост и я полагали, что этой истории можно придать некоторую реалистичность и наполненность». К написанию сценария режиссёр решил привлечь также Сузо Чекки д’Амико, с которой он ранее сотрудничал при создании фильма «У стен Малапаги». Она вспоминала, что позже Клеман был незаслуженно забыт, но в то время он считался «режиссёром № 1». Она приехала в Дьеп и поселилась в местном отеле, где происходила работа над сценарием, уже прочитав роман Вики Баум, который она характеризует как «потрясающе посредственное произведение». В работу сценаристов постоянно вмешивалась жена режиссёра — Белла, по поводу чего у неё с мужем часто возникали скандалы. В конечном итоге д’Амико не выдержала и сообщила продюсеру, что вынуждена выйти из проекта — это был единственный подобного рода отказ в её продолжительной кинематографической карьере. При создании сценария Клеман и Бост считали, что несмотря на недостатки романа этой истории можно придать некоторую «реалистичность и наполненность». С этой целью действие было перенесено в современный Париж, а героев картины наделили большей глубиной характеров.
Съёмки продолжались два месяца: с 3 июля 1950 по 9 сентября 1950 года.

## Премьеры
Премьера фильма состоялась 16 декабря 1950 года во Франции. Тогда его посмотрели более полутора миллионов человек во Франции, из них на Париж пришлось более 400 000 просмотров.
- 16 апреля 1951 — Германия (ФРГ);
- октябрь 1952 — Австрия;
- 2 апреля 1998 — Франция (на видео);
- 20 июля 2006 — Германия (на DVD).

## Критика
Фильм был встречен критикой довольно сдержано, многие упрекали его в «формализме» и «эстетстве», указывая как крупный недостаток то, что его форма «подавляет» сюжет. Однако звучали и более взвешенные оценки. По наблюдению Пьера Лепроона, основу «Стеклянного замка» составляют кинозвезды, действие в нём «сознательно упрощено и схематизировано», а сам фильм представляет собой «эксперимент в области стиля». Сама же постановка для Рене Клемана является этапной, в этой работе он завершает своеобразный круг, заканчивая период своего кинематографического «учения», когда он настойчиво искал свой стиль, стремясь достигнуть двойной цели: работать для себя, «в своё удовольствие», и при этом «создать достаточно действенный и простой стиль, с тем чтобы заинтересовать зрителя чисто внутренними конфликтами, не уделяя большого внимания сопутствующим им внешним действиям и происшествиям». Французский критик Жак Сиклие писал о «необычайной атмосфере фильма, которая иногда напоминает поэзию „Красавицы и Чудовища“, при том что персонажи и декорации решительным образом современны». Но и только. По мнению советских критиков И. Н. Янушевской и В. П. Дёмина, не заинтересованность режиссёра в литературной основе фильма привела к тому, что он в итоге оказался холодным, приглаженным, слишком формальным: «Этакая унылая пропись с барочными завитушками из арсенала кинопластики». Валерий Турицын заметил, что несмотря на недостатки фильма, во-многом вызванные «плоско-сентиментальной литературной основой», он в то же время характеризуется «практически безупречной выверенностью всех компонентов, внутренней музыкальностью, стилистическим совершенством каждого эпизода, каждой сцены, наконец, каждого кадра».